# Ward Beysen
Eduard Marie August "Ward" Beysen (ur. 26 czerwca 1941 w Mortsel, zm. 14 stycznia 2005 w Wilrijk) – belgijski i flamandzki polityk, jeden z liderów liberałów flamandzkich, samorządowiec, poseł krajowy i regionalny, od 1999 do 2004 deputowany do Parlamentu Europejskiego V kadencji.

## Życiorys
Z wykształcenia nauczyciel historii i języka niderlandzkiego. Zaangażował się w działalność Partii na rzecz Wolności i Postępu (PVV) i następnie Flamandzkich Liberałów i Demokratów (VLD). Od 1974 do 1981 był radnym rady prowincji w Antwerpii. W latach 1981–1995 posłował do federalnej Izby Reprezentantów, od 1985 jako przewodniczący frakcji parlamentarnej VLD. W 1988 przez kilka miesięcy pełnił funkcję ministra spraw wewnętrznych we flamandzkim rządzie regionalnym. Od 1995 do 1999 był deputowanym do Parlamentu Flamandzkiego, a w okresie 1989–2000 radnym miejskim w Antwerpii.
W wyborach w 1999 z listy flamandzkich liberałów uzyskał mandat posła do Parlamentu Europejskiego V kadencji. Należał do Grupy Europejskiej Liberalno-Demokratycznej Partii Reform, od 2003 był deputowanym niezrzeszonym. Pracował m.in. w Komisji ds. Kwestii Prawnych i Rynku Wewnętrznego (od 1999 do 2002 jako jej wiceprzewodniczący). W PE zasiadał do 2004.
W 2003 opuścił VVD, założył własne ugrupowanie pod nazwą Liberaal Appèl, zorientowane na współpracę ze skrajnie prawicowym Interesem Flamandzkim, które nie odniosło sukcesu. W 2004 Ward Beysen znalazł się poza Europarlamentem. 14 stycznia 2005 zgłoszono jego zaginięcie. Tego samego dnia popełnił samobójstwo, topiąc się w jeziorze w pobliżu Antwerpii.